# Michael Eisemann

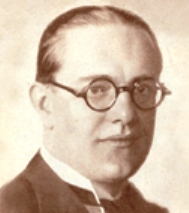
Mihály Eisemann

Michael Eisemann, eigentlich Mihály Eisemann, (* 19. Juni 1898 in Paripás, Komitat Bács-Bodrog, Königreich Ungarn; † 15. Februar 1966 in Budapest) war ein ungarischer Komponist von Operetten- und Filmmusik in den 20er und 30er Jahren.

## Leben
Er erhielt ersten Klavierunterricht im Alter von sechs Jahren durch seinen Vater, der Kantor war. Außerdem sang er Sopran in einem  Kirchenchor. Schon als Gymnasiast begann er mit dem Komponieren und verdiente Geld als Stummfilmbegleiter. Er begann ein Jurastudium, das er jedoch nach Aufnahme des Studiums an der Budapester Musikakademie abbrach. Dort studierte er dann unter anderem bei Leó Weiner und Zoltán Kodály. Abends arbeitete er als Klavierspieler in der Budapester Admiral Bar und begann zu komponieren. Seine Ehefrau Ilona Husz unterstützte ihn in seiner Arbeit unter anderem durch Verteilung kostenloser Notenblätter seiner Stücke an Passanten, um die Musik zu verbreiten und populär zu machen. 
Seine erste Operette, Miss America, entstand bereits während seines Studiums. Es folgten insgesamt ca. 30 weitere Operetten, in denen er auch Jazz-Elemente verwendete. Dabei arbeitete er nicht nur mit ungarischen Autoren zusammen, sondern auch mit ausländischen Kollegen wie Hugo Wiener, Fritz Löhner-Beda, und Charles Amberg. 
Zudem schrieb er über 15 Filmmusiken. Der Film Hyppolit a lakáj von 1931, in dem es einige Lieder von ihm gibt, war der zweite ungarische Tonfilm und wurde auch in den deutschen Kinos aufgeführt unter dem Titel Er und sein Diener.
Eisemann starb 1966 und wurde in Budapest begraben.

## Operetten

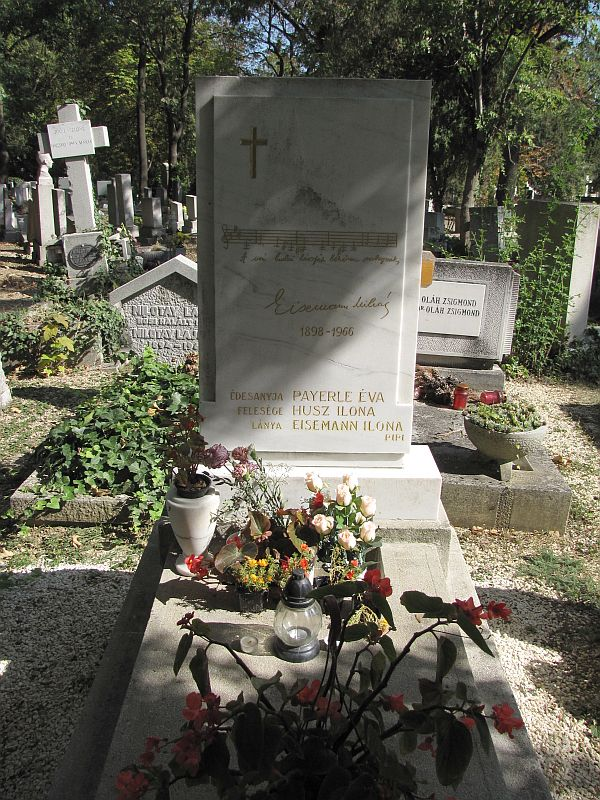
Grabstätte in Budapest

- Ein Kuss und sonst gar nichts (ungarisch: Egy csók és más semmi, dt. Text: Charles Amberg), Kurfürstendamm-Theater 1933, Brno 1933, Polen 1934, Théâtre des Bouffes-Parisiens, Paris 1938
- Die Katz’ im Sack! (ungarisch: Zsákbamacska, dt. Text: Fritz Löhner-Beda), Komische Oper im Admiralspalast Berlin, 1933, Divadlo na Veveří - Veveří 1, Brno, 1933
- Der Stern der Manege (ungarisch: Cirkusz csillaga, lengyel változat, dt. Text: Hugo Wiener, mit Marika Rökk), Wiener „Zirkus Renz“ 1934, Polen 1935
- Ich und mein kleiner Bruder (ungarisch: Én és a kisöcsém) - 1935
- Já nic - já muzikant (oder: Já a můj malý bratr, ungarisch: Én és a kisöcsém) – Divadlo na Veveří - Veveří 1, Brno, 1936
- Námořníci jdou (ungarisch: Macskazene oder Handa-Banda) - Divadlo na Veveří - Veveří 1, Brno, 1939

## Filmmusik
- 1931: Die schwebende Jungfrau, 1931
- 1931: Er und sein Diener, 1931
- 1933: Trenul fantoma
- 1934: Quadrille d`amour , 1934
- 1935: Die Katz` im Sack, 1935 (mit Magda Schneider)
- 1935: Es flüstert die Liebe, 1935

## Lieder
- Liebst du mich noch? (Senorita) (ungarisch: Szeret-e még?)
- Michaela (ungarisch: Lesz maga juszt is az enyém)
- Wovon träumen alle Frauen (ungarisch: Mondja, mi ragyog a szemén)
- Ein Kuss und sonst gar nichts (ungarisch: Egy csók és más semmi)
- Du bist mein Stern (ungarisch: Kié vagy mondd?)
- Bisschen Charme, bisschen Chic (ungarisch: Egy kis rúzs)
- Was tut man nicht alles (ungarisch: Mily nehéz ma lánynak lenni)
- J'aime tout ce qu'il aime (ungarisch: Egy kis rúzs) (in den 90er Jahren von Danielle Darrieux gesungen)
- Reve mon coeur (ungarisch: Szeret e még?)
- Rien Qu'un Baiser (ungarisch: Egy csók és más semmi)
- Trois jours (ungarisch: Lecsó, lecsó...) (mit Danielle Darrieux und Pierre Mingand)
- On a moonlight night (ungarisch: Holdvilágos éjszakán)